# Dolné Plachtince
Dolné Plachtince (allemand : Unterplachtintz,  hongrois : Alsópalojta) est un village de Slovaquie situé dans la région de Banská Bystrica.

## Histoire
La première mention écrite du village date de 1337.

## Démographie

### Évolution de la population
| Année:               | 1994. | 2004.   | 2014.   | 2024.   |
| -------------------- | ----- | ------- | ------- | ------- |
| Nombre de personnes: | 562   | 599     | 633     | 596     |
| Différence:          |       | +6,58 % | +5,67 % | -5,84 % |

| Année:               | 2023. | 2024.   |
| -------------------- | ----- | ------- |
| Nombre de personnes: | 600   | 596     |
| Différence:          |       | -0,66 % |